# パーキントライアングル

パーキントライアングルの模式図。蒸留フラスコ 2 と分取フラスコ 12、および真空口 10 の間に3つのコック 5・9・11 があり、系を部分的に遮断できるようになっている。

パーキントライアングル（Perkin triangle）は、減圧蒸留を精密に行うための装置。ウィリアム・パーキンによって考案された。
通常の減圧蒸留では、二又アダプターなどを用いて留分をおおまかに初留・本留に分けるが、分取できる数は限られる。パーキントライアングルは、系内の温度と圧力を保ったまま、留分を任意の本数に分取できるようにする装置である。
パーキントライアングルは、蒸留したい物質の入ったフラスコと留分を分取するフラスコ、および真空ポンプの間に、ガラスもしくはテフロンでできた幾つかのコックがつけられており、それぞれを空間的に遮断できるようになっている。
蒸留をはじめる際には、通常の減圧蒸留と同様にまず系全体を減圧し、蒸留したい物質の入ったフラスコを加熱する。留分が分取フラスコにある程度溜まったら、コックを操作して分取フラスコを系から遮断し、常圧に戻す。酸素や水に不安定な物質であれば、このときに窒素や希ガスなどの不活性ガスで置換する。
別の分取フラスコと取り替えたら、再度コックを操作し、減圧してから系に接続する。この操作を繰り返すことで、系内の温度や減圧度を変えることなく、蒸留物を任意の数に分取することができる。